# African-American Film Critics Association
Die African-American Film Critics Association (AAFCA) ist eine Vereinigung afroamerikanischer Filmkritiker, die jährlich verschiedene Auszeichnungen für herausragende Leistungen in Film und Fernsehen vergeben.

## Geschichte
Die Filmkritikervereinigung wurde 2003 von Gil L. Robertson IV und Shawn Edwards gegründet. Im Dezember 2003 gab die African-American Film Critics Association offiziell den Start ihrer Organisation bekannt und veröffentlichte ihre erste „Top Ten List“.
Die AAFCA hat sich mit der Asian American Journalists Association (AAJA), GALECA: der Society of LGBTQ Entertainment Critics, der Latino Entertainment Journalists Association (LEJA) und der Online Association of Female Film Critics (OAFFC) zusammengeschlossen, um sich gemeinsam mit den anderen Filmkritikervereinigungen für „Equality in Media“ einzusetzen und die Diversität im Unterhaltungsbereich zu fördern.

## Die African-American Film Critics Association Awards
Seit 2019 wird die Preisverleihung im Rahmen einer Fernsehshow übertragen. Als beste Filme wurden bislang ausgezeichnet:
- 2003:	Der Herr der Ringe: Die Rückkehr des Königs
- 2004:	Ray
- 2005:	L.A. Crash
- 2006:	Dreamgirls
- 2007:	The Great Debaters
- 2008:	The Dark Knight
- 2009:	Precious – Das Leben ist kostbar
- 2010:	The Social Network
- 2011:	The Tree of Life
- 2012:	Zero Dark Thirty
- 2013:	12 Years a Slave
- 2014:	Selma
- 2015:	Straight Outta Compton
- 2016:	Moonlight
- 2017:	Get Out
- 2018:	Black Panther
- 2019: Wir
- 2022: The Harder They Fall
- 2023: The Woman King
- 2024: Amerikanische Fiktion